# Conn, the Shaughraun
Conn, the Shaughraun è un cortometraggio muto del 1912 diretto da Gaston Mervale. Prodotto dall'Australian Life Biograph Company, il film fu interpretato da Louise Carbasse, un'attrice australiana che girò con Mervale una decina di film e che, in seguito, andò a lavorare a Hollywood dove cambiò il proprio nome in quello di Louise Lovely.

## Produzione
Il cortometraggio fu prodotto dall'Australian Life Biograph Company, una compagnia, attiva negli anni 1911-1912, che fallì nel maggio 1912, inglobata dall'australiana Universal Pictures.

## Distribuzione
Il film uscì nelle sale il 28 marzo 1912